# Rhaphuma frustrata
Rhaphuma frustrata là một loài bọ cánh cứng trong họ Cerambycidae.